# Гатауллина, Лира Даяновна
Лира Даяновна Гатауллина (баш. Лира Даян ҡыҙы Ғатауллина, 25 мая 1926 — 26 января 2003) — советский педиатр, доктор медицинских наук (1967), профессор (1968), заслуженный деятель науки Башкирской АССР (1972).

## Биография
Гатауллина Лира Даяновна родилась 25 мая 1926 года в деревне Старо-Тавларово Белебеевского кантона Башкирской АССР.
В 1949 году окончила Башкирский государственный медицинский институт.
В 1958 году защитила кандидатскую диссертацию на тему «Определение активности ревматического процесса во внеприступной фазе у детей», а в 1965 году — докторскую диссертацию «Распространение, клиника и дифференцированная оценка активности ревматического процесса у детей г. Уфы Башкирской АССР».
В 1968—1981 гг. работала заведующим кафедры госпитальной педиатрии, детских болезней, а в 1981—1986 гг. — профессором кафедры детских болезней Башкирского государственного медицинского института. Кафедра детских болезней под руководством профессора организовала городской кардиоревматологический центр на базе больницы № 6 г. Уфы.
В 1971—1986 гг. являлась председателем общества педиатров Башкирской АССР.
По инициативе профессора Л. Д. Гатауллиной были открыты два специализированных кардиоревматологических отделения в г. Уфе.
Избиралась депутатом Верховного Совета РСФСР VII созыва от Башкирской АССР по Уфимскому Кировскому избирательному округу. Благодаря её содействию, в 1972 году в г. Уфе была открыта Республиканская детская клиническая больница.
Была членом редколлегии журнала «Вопросы охраны материнства и детства», а в 1972 году под её редакцией вышел первый педиатрический сборник научных работ «Актуальные вопросы педиатрии», в котором обобщён опыт научных работников, практических врачей лучших детских учреждений республики.
С 30 марта 1970 года по 26 февраля 1987 года являлась членом Президиума правления Башкирской республиканской организации Общества «Знание».

## Научная деятельность
Основные научные работы посвящены проблеме диагностики, лечению и профилактике ревматизма, изучению состояния здоровья детей в различных социальных условиях. Профессором установлены распространенность и клинической особенности ревматизма среди школьников Башкирской АССР, а также разработаны методы лечения этой патологии с учетом активности болезнетворного процесса и внедрения ряда показателей, характеризующих эффективность грязе- и бальнеотерапии. Проведенные исследования способствовали снижению детского ревматизма в Башкирской республике в 2 раза.
Является автором более 70 опубликованных научных работ.

## Публикации
- Определение активности ревматического процесса у детей во внеприступной фазе: автореф. дис. канд. мед. наук / Л. Д. Гатауллина; АМН СССР, Ин-т педиатрии. — М., 1958.
- Клиника и лечение ревматизма у детей. Уфа, 1961.
- Распространение, клиника и дифференцированная оценка активности ревматического процесса у детей г. Уфы Башкирской АССР: автореф. дис. д-ра мед. наук / Л. Д. Гатауллина; АМН СССР, Ин-т педиатрии. — М., 1965.
- Молодым родителям: Воспитание и уход за ребенком первого года жизни. — Уфа: Башк. кн. изд-во, 1985.